# Полустаночки
Полустаночки — шестой студийный альбом группы «Любэ», выпущенный в 2000 году. В альбом вошли такие композиции, как «Старые друзья», «Солдат», «После войны», «Позови меня тихо по имени», «Ветер-ветерок», «Прорвёмся (Опера́)» и другие. Альбом получился разноплановый, большинство песен — хиты. Название ему выбрано неслучайно. «Полустаночки — это наши размышления о жизни. Мы как бы останавливаемся и задумываемся о чём-то», — говорит Н. Расторгуев.
На песню «Солдат» был снят видеоклип с хроникой войн разных лет. Позднее за эту песню «Любэ» получат приз как за одну из лучших песен 2000 года, на вручении премии «Золотой Граммофон». Также был снят клип на песню «Прорвёмся (Опера́)» ставший саундтреком к сериалу «Убойная сила». Песня «Позови меня тихо по имени» также стала саундтреком к этому сериалу.

## Название альбома
Особый смысл названия альбома (не «полустанки», а именно «полустаночки»), открывает в своей статье редактор отдела культуры журнала «Огонёк» Андрей Архангельский. Уменьшительные суффиксы являются «узнаваемой фишкой в текстах „Любэ“: „улочки“, „переулочки“, „полустаночки“ вызывают эффект сказочности, мифологизации пространства».
Солист группы «Любэ» Николай Расторгуев так охарактеризовал альбом и его название:
Что такое «полустаночек», – небольшая станция на пути куда-то, где поезд иногда даже не останавливается, а просто притормаживает. Станций таких разбросано по стране очень много. Мы вкладываем в это понятие иной смысл, чем просто остановка. «Полустаночки» – это наши размышления о жизни. Мы как бы останавливаемся и задумываемся о чём-то. Например, о «Дворовых друзьях» – добрая, ностальгическая песня, как бы продолжение «Ребят с нашего двора».

## Отзывы в прессе и рецензии музыкальных критиков
Альбом «Полустаночки», по словам музыкального обозревателя «Новой газеты» Юлии Санкович, был изготовлен как будто для прослушивания «на границе», популярный певец и его продюсер Игорь Матвиенко выпустили в разгар чеченской кампании, в свете чего Николай Расторгуев стал заслуженным артистом Российской Федерации.
Наиболее полная рецензия на альбом дана корреспондентом общественно-политической газеты «Завтра» Александром Лысковым. В частности он отмечает, что десять песен из альбома «Полустаночки» «делались в недрах русской народной рок-группы» «Любэ» целых два года — со времени их последнего концерта в «Пушкинском». Согласно Лыскову, десять песен о «десяти маленьких людях в поле русской музыкальной души оказались возведенными до великих лирических героев нашего времени. Необстрелянный солдат на войне. Стрелочник на заброшенном полустанке. Состарившийся лимитчик в Москве. Тётя Клава. Мелкий уличный хулиган. Задёрганный оперативник… Невзрачные, блеклые персоналии — если брать по жизни, по телевидению, где нам в герои генералов выводят. Министров. Неуловимых бандюг. А от разной мелкоты, казалось бы, какой на телевидении и в жизни толк, какой интерес? Не видно обывателя ни в газетах, ни на экране. Их как бы и нет — такое может сложиться ощущение. Из каких-то более крупных музыкально-смысловых блоков сложены песни из альбома „Полустаночки“. Каким-то особым, более мудрым образом распеты и аранжированы такие, и раньше у „Любэ“ звучавшие понятия, как „война“ и „любовь“, и такие низкие, как „полустанок“ и „ветер-ветерок“. А темы Родины и смерти вообще развернуты на принципах классической оперы».
Музыкальный обозреватель еженедельника «Аргументы и факты» Владимир Полупанов, воспользовавшись личным знакомством с Николаем Расторгуевым, встречался с тем и ещё до официального выхода альбома «Полустаночки» на аудионосителях, Расторгуев в своей машине прокрутил ему несколько песен из альбома. Полупанов признаётся, любая песня из тех, что он услышал, — потенциальный хит. Это по-прежнему привычное «Любэ». Но безо всяких реверансов моде. Согласно впечатлению Полупанова, группа записала ещё один современный, мелодичный и, вероятно, коммерчески удачный альбом.
Описывая концерт «Полустаночки» во Дворце «Украина» в Киеве, 18 февраля 2001 года, газета «День» пишет о том что новая программа «Полустаночки» включает разные по мелодике песни, тексты которых очень просты. Украинский музыкальный обозреватель газеты «Факты» Сергей Неус, описывая тот же концерт, пишет что концертная программа группы, в целом не изменилась. Однако, как утверждает критик, она позволила окончательно понять сущность этого музыкального объединения. «Любэ», согласно Неусу — это русский аналог гангста-рэпа. Не даром Расторгуев больше не носит гимнастёрку, под предлогом, мол, отдали в химчистку, сели рукава. Теперь он выходит на сцену в реглане с капюшоном и в чёрных ботинках на высокой подошве, с белыми шнурками. «Эм-си Расторгуев», — заключает свою мысль критик.
Владимир Завьялов (Афиша Daily) в ретроспективном обзоре альбома выделил умение группы балансировать между военно-героической и задушевной лирикой и посчитал, что альбом «создан из трепетного отношения к советской эстраде, русской песенной традиции и сказочной мифологии о глубокой русской душе. Здесь героями на равных началах становятся и солдат на передовой, и солдат после войны, и одинокий железнодорожник на полустаночке, и безвестный дед».

## Список композиций
Вся музыка написана И. Матвиенко.
| №                   | Название                    | Текст песни              | Длительность |
| ------------------- | --------------------------- | ------------------------ | ------------ |
| 1.                  | «Полустаночки»              | А. Шаганов               | 3:30         |
| 2.                  | «Эх, Москва»                | М. Андреев               | 3:56         |
| 3.                  | «Ветер-ветерок»             | А. Шаганов               | 3:23         |
| 4.                  | «Кострома»                  | А. Шаганов               | 2:32         |
| 5.                  | «Старые друзья»             | К. Арсенев               | 3:52         |
| 6.                  | «Солдат»                    | А. Шаганов               | 5:07         |
| 7.                  | «После войны»               | М. Андреев               | 3:51         |
| 8.                  | «Позови меня тихо по имени» | В. Пеленягрэ             | 2:43         |
| 9.                  | «Дед»                       | М. Андреев               | 3:54         |
| 10.                 | «Прорвёмся (Опера́)»         | А. Шаганов, П. Синявский | 4:02         |
| Общая длительность: | Общая длительность:         | Общая длительность:      | 36:50        |

Видео:
- Прорвёмся (Опера́) (И. Матвиенко / А. Шаганов, П. Синявский) режиссёр В. Бледнов
- Солдат (И. Матвиенко / А. Шаганов) режиссёр М. Осадчий

Переиздания:
1. Юбилейное издание выпущенное в 2002 году к 10-летию ансамбля. В альбом добавлены песни в живом исполнении с концерта «Давай за…» (ГЦКЗ «Россия», март 2002):
Вся музыка написана И. Матвиенко.
| №   | Название                     | Текст песни  | Длительность |
| --- | ---------------------------- | ------------ | ------------ |
| 11. | «Ты неси меня, река (Краса)» | А. Митта     | 3:24         |
| 12. | «Давай за...»                | И. Матвиенко | 4:02         |
| 13. | «Берёзы»                     | М. Андреев   | 2:54         |

2. Юбилейное издание, выпущенное к 25-летию группы без изменения треклиста альбома. Издание выпущено на виниле в 2014 г., а также на CD в 2015 г.

## Участники записи

### Любэ
- Николай Расторгуев — вокал, акустическая гитара в треках 6, 7 и 9
- Сергей Перегуда — гитара
- Виталий Локтев — клавишные, соло в треке 10
- Александр Ерохин — ударные
- Павел Усанов — бас-гитара
- Анатолий Кулешов — хормейстер, бэк-вокал

### Дополнительные музыканты
- А. Кулешов, Н. Расторгуев, Н. Коновалов, О. Кацура — хор
- В. Мамыко, В. Головнев, В. Ахмет-Гареев — духовая группа
- Е. Баскаков — аккордеон
- Г. Попов — вибрафон

### Производство
- Игорь Матвиенко — композитор, художественный руководитель, аранжировка
- Александр Шаганов, Михаил Андреев, Петр Синявский, Виктор Пеленягрэ, Константин Арсенев — авторы стихов
- Александр Панфилов, Николай Цветков — звукоинженеры
- Олег Головко — директор группы
- Юрий Земский, Николай Цветков, Ирина Масленникова — административная группа
- Василий Крачковский, Владимир Овчинников, Е. Трушин, Д. Шухин — звукорежиссёры
- С. Мохов, А. Королёв, В. Доронин — ассистенты
- Игорь Полонский — саунд-дизайн
- Яков Титов — фотографии
- DirectDesign — дизайн

## Награды и номинации
| Год  | Награда           | Номинированная работа       | Результат |
| ---- | ----------------- | --------------------------- | --------- |
| 1999 | Песня года        | «Эх, Москва»                | Победа    |
| 2000 | Золотой граммофон | «Солдат»                    | Победа    |
| 2000 | Золотой граммофон | «Прорвёмся (Опера́)»         | Номинация |
| 2000 | Песня года        | «Солдат»                    | Победа    |
| 2001 | Песня года        | «Ветер-ветерок»             | Победа    |
| 2001 | Песня года        | «Позови меня тихо по имени» | Победа    |